# Capodacqua (Assisi)
Capodacqua is een plaats (frazione) in de Italiaanse gemeente Assisi.